# سينما هونغ كونغ
تعد سينما هونغ كونغ (الصينية: 香港 電影) واحدة من الخيوط الثلاثة الرئيسية في تاريخ السينما الصينية، إلى جانب السينما الصينية، ودور السينما في تايوان. كمستعمرة بريطانية سابقة، كانت هونغ كونغ تتمتع بدرجة أكبر من الحرية السياسية والاقتصادية من البر الرئيسى للصين وتايوان، وتطورت إلى مركز لصناعة الأفلام في العالم الناطق بالصينية (بما في ذلك الشتات في جميع أنحاء العالم).
لعقود من الزمان، كانت هونغ كونغ ثالث أكبر صناعة للأفلام السينمائية في العالم (بعد السينما الهندية وهوليوود) وثاني أكبر مصدر. على الرغم من أزمة الصناعة التي بدأت في منتصف التسعينيات وعودة هونج كونج إلى السيادة الصينية في يوليو 1997، احتفظ فيلم هونج كونج بالكثير من هويته المميزة ولا يزال يلعب دورًا بارزًا في المسرح السينمائي العالمي. في الغرب ، كانت سينما البوب القوية في هونغ كونغ (وخاصة سينما الحركة في هونغ كونغ) تتمتع بعبادة قوية، والتي يمكن القول بأنها جزء من التيار الثقافي، وهي متاحة ومتقنة على نطاق واسع.
من الناحية الاقتصادية، تمثل صناعة الأفلام مع القيمة المضافة للصناعات الثقافية والإبداعية 5 في المائة من اقتصاد هونغ كونغ.